# District d'Ena
Le district d'Ena (恵那郡, Ena-gun) était un district situé dans la préfecture de Gifu au Japon.
En 2003, le district avait une population of 48 776 habitants pour une superficie de 707,36 km2 ; ce qui donnait une densité de 69 personnes par km².
Le district d'Ena est supprimé le 13 février 2005 à la suite de la réunion des bourgs et villages qui le constituaient à la ville de Nakatsugawa.

## Histoire
- 1er avril 1954 : le bourg de Toge fusionne avec des municipalités du district de Toki pour former la ville de Mizunami.
- 25 octobre 2004 : le village de Kushihara et les bourgs d'Akechi, Iwamura, Kamiyahagi et Yamaoka sont réunis à la ville d'Ena créée le 1er avril 1954.
- 13 février 2005 : les villages de Hirukawa, Kashimo et Kawaue et les bourgs de Fukuoka, Sakashita et Tsukechi sont réunis à Nakatsugawa. Le district d'Ena, qui ne comprend plus aucune partie rurale, est supprimé.